# Kate Walsh
Kathleen Erin Walsh (San Jose, 13 ottobre 1967) è un'attrice statunitense.
È nota soprattutto per l'interpretazione di Addison Montgomery nella serie televisiva Grey's Anatomy e nel suo spin-off Private Practice. Ha inoltre preso parte ad altre serie come Law & Order, Homicide, CSI - Scena del crimine, Tredici e The Umbrella Academy.

## Biografia
Nata in California, si trasferì a Tucson, in Arizona. Il padre Joseph, morto per infarto nel 1989, era irlandese, mentre la madre Angela Bochetto, morta nel dicembre 2024, era italiana.
Nei primi anni 1980 è stata una nota modella in Giappone, dov'era ammirata per la sua notevole statura.
Ha iniziato la sua carriera da attrice nel teatro dell'Università dell'Arizona per proseguire a Chicago, dove ha studiato alla rinomata Piven Theatre Workshop. A Chicago ha recitato in due film indipendenti diretti da John McNaughton, Henry, pioggia di sangue e Crocevia per l'inferno. La sua carriera è decollata rapidamente in seguito a un trasferimento a New York per formarsi in commedia e improvvisazione, dove ottiene una serie di ruoli regolari in The Mike O'Malley Show, Mind of a Married Man e The Drew Carey Show.
Dal 2005 prende ciclicamente parte alla serie televisiva Grey's Anatomy nelle vesti della dottoressa Addison Montgomery; nel mezzo, tra il 2007 e il 2013 sarà la protagonista dello spin-off Private Practice.
Nel 2007 è stata inserita dalla rivista maschile Maxim al 52º posto tra le 100 donne più belle del mondo.

## Vita privata
Nel 2007 ha sposato Alex Young, executive della 20th Century Fox, con una cerimonia presbiteriana a Ojai, in California. Appena l'anno seguente Young ha chiesto il divorzio; Walsh si è inizialmente opposta, prima che questo venisse finalizzato nel 2010.
Nel 2015 le è stato diagnosticato un meningioma benigno: sottoposta a un intervento chirurgico, il tumore è stato rimosso.

## Filmografia

### Cinema
- Crocevia per l'inferno (Normal Life), regia di John McNaughton (1996)
- The Family Man, regia di Brett Ratner (2000)
- Sotto il sole della Toscana (Under the Tuscan Sun), regia di Audrey Wells (2003)
- After the Sunset, regia di Brett Ratner (2004)
- Derby in famiglia (Kicking and Screaming), regia di Jesse Dylan (2005)
- Vita da strega (Bewitched), regia di Nora Ephron (2005)
- Legion, regia di Scott Stewart (2010)
- Noi siamo infinito (The Perks of Being a Wallflower), regia di Stephen Chbosky (2012)
- Scary Movie V (Scary Movie 5), regia di Malcolm D. Lee (2013)
- Estate a Staten Island (Staten Island Summer), regia di Rhys Thomas (2015)
- Il viaggio delle ragazze (Girls Trip), regia di Malcolm D. Lee (2017)
- #RealityHigh, regia di Fernando Lebrija (2017)
- The Silent Man (Mark Felt: The Man Who Brought Down the White House), regia di Peter Landesman (2017)
- A Modern Family (Ideal Home), regia di Andrew Fleming (2018)
- 3022, regia di John Suits (2019)
- Honest Thief, regia di Mark Williams (2020)

### Televisione
- Swift - Il giustiziere (Swift Justice) – serie TV, episodio 1x11 (1996)
- Homicide (Homicide: Life on the Streets) – serie TV, episodio 4x15 (1996)
- Law & Order - I due volti della giustizia (Law & Order) – serie TV, episodio 8x03 (1997)
- The Drew Carey Show – serie TV, 21 episodi (1997-2002)
- Turks – serie TV, episodio 1x08 (1999)
- The Norm Show – serie TV, 5 episodi (2000)
- Il fuggitivo (The Fugitive) – serie TV, episodi 1x14-1x16-1x18 (2001)
- Quello che gli uomini non dicono (The Mind of the Married Man) – serie TV, 4 episodi (2001)
- CSI - Scena del crimine (CSI: Crime Scene Investigation) – serie TV, episodio 5x08 (2004)
- Selvaggi (Complete Savages) – serie TV, episodio 1x09 (2004)
- Grey's Anatomy – serie TV, 61 episodi (2005-in corso) – Addison Montgomery
- Private Practice – serie TV, 111 episodi (2007-2013) – Addison Montgomery
- Fargo – serie TV, 4 episodi (2014)
- Bad Judge - serie TV, 13 episodi (2014-2015)
- Undateable – serie TV, episodio 2x08 (2015)
- Tredici (13 Reasons Why) – serie TV, 27 episodi (2017-2019)
- The Umbrella Academy – serie TV, 13 episodi (2019-2020)
- Emily in Paris – serie TV, 5 episodi (2020-in corso)
- Sprung - serie TV, 5 episodi (2022)

## Doppiatrici italiane
Nelle versioni in italiano dei suoi lavori, Kate Walsh è stata doppiata da:
- Laura Boccanera in Grey's Anatomy, Private Practice, Legion, Fargo, Undateable, Il viaggio delle ragazze, A Modern Family, The Umbrella Academy
- Sabrina Duranti in Quello che gli uomini non dicono, Noi siamo infinito, Honest Thief
- Cinzia De Carolis in Law & Order - I due volti della giustizia
- Tiziana Avarista in Homicide: Life on the Street
- Roberta Paladini in Derby in famiglia
- Alessandra Chiari in After the Sunset
- Maddalena Vadacca in Tredici
- Rossella Celindano in Selvaggi
- Giuppy Izzo ne Il fuggitivo
- Giuliana Atepi in Emily in Paris